# RBK-500
RBK-500 je ruska kasetna bomba od 520 kg (1.150 lb)  za jednokratnu upotrebu koja je razvijena u Sovjetskom Savezu. Nosi 15 "Motiv-3" SPBE-D protivtenkovske podmunicije koju je razvila SRPE Basalt sa dvostrukim infracrvenim sistemom navođenja.  Dimenzije kontejnera ove kasetne bombe su: Dužina 1,5—2,49 m (4,9—8,2 ft), prečnik im je 450 mm (18 in), a težina se kreće 225—520 kg (496—1.146 lb) u zavisnosti od modela kasetne. Dok male kasetne bombice su dimenzija: Dužina im je 18,3—66 cm (0,60—2,17 ft), ukupna težina male bombice je 0,997—45 kg (2,20—99,21 lb), a sve to u zavisnosti od vrste i namene kasetne koje se stavljaju u kontejner. Može da se baca iz aviona i helikoptera, koristi se za napad na tačkaste mete u određenom delu područja. Kasetna municija serije RBK-500, dolazi u nekoliko kategorija sa različitim spoljašnjim karakteristikama. Primeri uključuju RBK-500 ZAB-2,5M, RBK-500 AO-2.5RT, RBK-500U i RBK-500 PTAB-1M. Ušao je u službu sovjetskog ratnog vazduhoplovstva 1987. 

## Razvoj
RBK-500 je razvio SRPE Basalt u Moskvi kasnih 1960-ih. Poboljšana verzija RBK-500U razvijena je kasnih 1980-ih. RBK-500 je prvi put predstavljen javnosti 1993. godine. Distribuciju vrši Aviaekport i Rosoboroneksport. 

## Opis
Postoje dve različite verzije ove kasetne bombe i to:: RBK-500 i RBK-500U. Obe verzije imaju cilindrični trup sa kružnim poprečnim presekom. Verzija RBK-500 je bila prva proizvedena. Ima tupi nos bombe i osam stabilizacionih krila sa kutijastim krilom postavljenih na rep bombe. Trup se sastoji od čeličnog okvira sa aluminijumskom kućištem. Iza vrha je vremenski osigurač. Koriste se detonatori ATK-EK i ATK-E ili TM-24A i TM-24B. U centralnom delu bombe nalazi se perforirana centralna cev u kojoj je smešteno pirotehničko izbacivo punjenje. Kasetna municija je raspoređena oko centralne cevi. Kasnije, RBK-500 je modifikovan i opremljen ravnim nosom bombe okaste boje. Kasnije proizvedena verzija RBK-500U ima zašiljeni nos bombe i četiri stabilizatorska krila postavljena pozadi. Trup se sastoji od čeličnog okvira sa aluminijumskim kućištem. Vremenski osigurač se nalazi iza šiljastog vrha bombe. U kućištu bombe nalazi se kućište sa centralnom cevi na kojoj je postavljen padobran u zadnjem delu bombe.
Nakon što avion ispusti kasetnu bombu RBK-500, on prvo prati balističku putanju. Izbacivanje kasetne municije je različito za ove dve vrste bombi. U prvoj verziji kasetne bombe RBK-500, omotač bombe se otvara nakon unapred određenog vremena. Kasetna municija se sada distribuira paljenjem ejektirajućeg punjenja i rotacijom bombe. U kasnijoj modifikovanoj verziji, RBK-500U, padobran u zadnjem delu bombe se otvara posle unapred određenog vremena. Padobran sada izvlači kućište (sa centralnom cevi), na koje je postavljena kasetna municija, iz kućišta bombe preko zadnjeg dela bombe. Kasetna municija se sada distribuira paljenjem ejekcionog punjenja u centralnoj cevi. Bez obzira na vrstu bombe, kasetna municija se raspoređuje po principu kante za zalivanje preko ciljnog područja. U zavisnosti od visine i brzine leta, kasetna municija je rasprostranjena na većoj ili manjoj površini terena. RBK-500 se može ispustiti sa minimalne visine leta od 60 m (200 ft) i u rasponu brzina od 200—2.300 km/h (Mach 0,16—Mach 1,88). Svi tipovi bombi se mogu montirati na spoljne stanice raznih ruskih aviona. 

## Varijante

### RBK-500-225 PTAB 10-5
Ova verzija je napravljena kasnih 1960-ih i napunjena je sa 30 bombi u obliku punjenja PTAB-10-5. Ova bomba podseća na malu avionsku bombu. Cilindričnog je oblika i ima četiri izdužena stabilizirajuća krila na krmi. Bomba PTAB 10-5 je duga 36,5 cm (1,20 ft), prečnika 91 mm (3,6 in) i težine 5 kg (11 lb). Oblikovano punjenje može probiti 300 mm oklopnog čelika. Fragmentacioni omotač pričvršćen za oblikovano punjenje deluje na udaljenosti od 5—10 m (16—33 ft). 
| Bomba                 | Dužina          | Prečnik        | Raspon krila     | Težina          |
| RBK-500-225 PTAB 10-5 | 1,50 m (4,9 ft) | 450 mm (18 in) | 570 mm (1,87 ft) | 253 kg (558 lb) |

### RBK-500-225 PTAB-2,5
Ova verzija je napravljena kasnih 1960-ih i napunjena je sa 30 PTAB 2,5 malih bombica. Ova bomba podseća na malu avionsku bombu. Cilindričnog je oblika i ima četiri izdužena stabilizirajuća krila na krmi. Udarni upaljač ADTS-583 nalazi se na vrhu bombe ispod balističkog poklopca. Bomba PTAB 2,5 je duga 35,6 cm (1,17 ft), prečnika 60 mm (2,4 in)  i teška 2,5 kg (5,5 lb). Oblikovano punjenje može probiti 120 mm oklopa. 
| Bomba                | Dužina          | Prečnik        | Raspon krila     | Težina          |
| RBK-500-225 PTAB-2,5 | 1,50 m (4,9 ft) | 450 mm (18 in) | 570 mm (1,87 ft) | 225 kg (496 lb) |

### RBK-500-375 AO-10
Ova verzija je napravljena kasnih 1960-ih i napunjena je sa 50 fragmentacionih bombica AO-10. Po izgledu, bombe podsećaju na minobacačku granatu sa četiri stabilizacijska peraja oko kojih je pričvršćeno kutijasto krilo. Bomba AO-10 je duga 61,2 cm 61,2 cm (2,01 ft), prečnika 90 mm (3,5 in) i težine 10 kg (22 lb). Do aktiviranja bombica dolazi pri udaru o površinu zemlje. AO-10 bomba ima radijus efekta fragmentacije od 10—20 m (33—66 ft). 
| Bomba        | Dužina          | Prečnik        | Raspon krila     | Težina          |
| RBK-250 AO-1 | 1,50 m (4,9 ft) | 450 mm (18 in) | 570 mm (1,87 ft) | 379 kg (836 lb) |

### RBK-500 SchOAB-0,5
Ova verzija je napunjena fragmentacionim bombama 546-565 SchOAB-0,5. Postoje dve verzije ovih bombica SchOAB-0,5 i SchOAB-0,5M. Bombice su okrugle i veličine teniske loptice. Na površini su postavljena četiri aerodinamička rebra. Bomba je teška oko 420 g (0,93 lb) sa sadržajem eksploziva od 70 g (0,15 lb). Oko eksplozivnog jezgra ugrađene su 304 čelične kugle prečnika 5,5 mm (0,22 in). Bombice se rasprostiru na površini od 300 m × 400 m (980 ft × 1.310 ft) i detoniraju pri udaru o površinu zemlje ili sa kratkim zakašnjenjem. 
| Bomba             | Dužina          | Prečnik        | Raspon krila     | Težina                  |
| RBK-500 ShOAB-0,5 | 1,95 m (6,4 ft) | 450 mm (18 in) | 570 mm (1,87 ft) | 344—395 kg (758—871 lb) |

### RBK-500 ZAB-2,5
Ova verzija je napunjena sa 297 zapaljivih bombi ZAB 2.5. Bombe imaju cilindričnu geometriju trupa dužine 24,4-24,9 cm 24,4—24,9 cm (0,80—0,82 ft), prečnika 68 mm (2,7 in) i težine 2,2—2,5 kg (4,9—5,5 lb). Postoje nekoliko verzija ovih bombica ZAB-2.5, ZAB-2.5M i ZAB-2.5SM. Prve dve verzije imaju zapaljivo punjenje od H-16/17 Thermit. Verzija ZAB-2,5M ima dodatno eksplozivno punjenje, koje se aktivira pomoću tajmera. Ove dve bombe imaju vreme sagorevanja od 120-180 sekundi. Verzija ZAB-2.5SM ima zapaljivo punjenje od termita i napalma OM-68-35. Vreme sagorevanja je 3-5 minuta. Sve verzije bombe koje izbaci avion one i sagore na zemlji. Bombe se prostiru na površini od 20.000-80.000 m². 
| Bomba           | Dužina          | Prečnik        | Raspon krila     | Težina          |
| RBK-500 ZAB-2,5 | 1,95 m (6,4 ft) | 450 mm (18 in) | 570 mm (1,87 ft) | 435 kg (959 lb) |

### RBK-500 AO-1STsch
Ova verzija je napunjena sa 273 fragmentacione bombice AO-1STsch. Bombica AO-1STsch podseća na malu avionsku bombu, dugačka je 18,8 cm (0,62 ft), prečnik 49 mm (1,9 in) i teška 0,997 kg (2,20 lb). Do aktiviranja bombice dolazi pri udaru o površinu zemlje. Bombica AO-1STsch ima radijus fragmentacije od 8—12 m (26—39 ft). 
| Bomba             | Dužina          | Prečnik        | Raspon krila     | Težina          |
| RBK-500 AO-1STsch | 1,95 m (6,4 ft) | 450 mm (18 in) | 570 mm (1,87 ft) | 280 kg (620 lb) |

### RBK-500 PTAB-2,5M
Ova verzija je napunjena sa 268 bombica punjenja PTAB 2.5. Bomba PTAB-2,5M ima vitak, cilindrični trup na zadnjem delu koji ima četiri stabilizatorska krila oko kojih je pričvršćeno kutijasto krilo. Udarni osigurač AVM-524M je pričvršćen za vrh bombe. Postoje dve verzije ove bombe: kratka i duža. Bombe su dugačke 37,4—39,5 cm (1,23—1,30 ft), prečnika 68 mm (2,7 in) i težine 2,5—2,8 kg (5,5—6,2 lb). Oblikovano punjenje može probiti 200 mm oklopnog čelika. Fragmentacioni omotač pričvršćen za oblikovano punjenje deluje na udaljenosti od 5—10 m (16—33 ft). 
| Bomba             | Dužina          | Prečnik        | Raspon krila     | Težina          |
| RBK-500 PTAB-2,5M | 1,95 m (6,4 ft) | 450 mm (18 in) | 570 mm (1,87 ft) | 225 kg (496 lb) |

### RBK-500 PTAB-1M
Ova verzija je napunjena sa 268 bombica u obliku punjenja PTAB-1M. Bombica ima cilindrični trup u zadnjem delu sa četiri stabilizirajuća krila oko kojih je pričvršćeno kutijasto krilo. Bombica PTAB-1M su duge 26 cm (0,85 ft), prečnika 42 mm (1,7 in) i težine 0,994 kg (2,19 lb). Oblikovano punjenje može probiti 210 mm oklopnog čelika. 
| Bomba           | Dužina          | Prečnik        | Raspon krila     | Težina          |
| RBK-500 PTAB-1M | 1,95 m (6,4 ft) | 450 mm (18 in) | 570 mm (1,87 ft) | 435 kg (959 lb) |

### RBK-500 AO-2,5RT
Ova verzija je napunjena sa 108 fragmentacionih bombica AO-2.5RT. Bombica AO-2,5RT ima ovalno telo i sastoji se iz tri dela: centralnog dela sa upaljačom VP-P 84 i dve hemisferične podmunicije. Bombica je duga 18,3 cm (0,60 ft), ima prečnik 30 mm (1,2 in) i teška 2,5 kg (5,5 lb). Kada udari u zemlju, fitilj u srednjem delu detonira i odbacuje dve rakete. Posle kratkog odlaganja eksplodiraju iznad zemlje. Radijus fragmentacije je 20—30 m (66—98 ft). Bombice su raspoređene na površini od oko 6.400 m². 
| Bomba            | Dužina          | Prečnik        | Raspon krila     | Težina            |
| RBK-500 AO-2,5RT | 1,95 m (6,4 ft) | 450 mm (18 in) | 570 mm (1,87 ft) | 504 kg (1.111 lb) |

### RBK-500S
Ova verzija je napunjena sa 546 IRR bombica sa CS - suzavcem (suzavac). Bombe se prostiru na površini od oko 6.000-12.600 m². 
| Bomba    | Dužina          | Prečnik        | Raspon krila     | Težina          |
| RBK-500S | 1,95 m (6,4 ft) | 450 mm (18 in) | 570 mm (1,87 ft) | 245 kg (540 lb) |

### RBK-500U PTAB
Ova verzija je napunjena sa 352 bombice u obliku punjenja PTAB-1M. Bombica ima cilindrični trup u zadnjem delu sa četiri stabilizirajuća krila oko kojih je pričvršćeno kutijasto krilo. Bombice PTAB-1M su duge 26 cm (0,85 ft), prečnika 42 mm (1,7 in) i težine 0,994 kg (2,19 lb). Oblikovano punjenje može probiti 210 mm oklopnog čelika. 
| Bomba         | Dužina          | Prečnik        | Raspon krila     | Težina          |
| RBK-500U PTAB | 2,49 m (8,2 ft) | 450 mm (18 in) | 570 mm (1,87 ft) | 427 kg (941 lb) |

### RBK-500U AO-2,5RT
Ova verzija je napunjena sa 126 fragmentacionih bombica AO-2.5RT. Bombica AO-2,5RT ima ovalno telo i sastoji se iz tri dela: centralnog dela sa upaljačom VP-P 84 i dve hemisferične podmunicije. Bombica je duga 18,3 cm (0,60 ft), ima prečnik 30 mm (1,2 in) i teška 2,5 kg (5,5 lb). Kada udari u zemlju, fitilj u srednjem delu detonira i odbacuje dve rakete. Posle kratkog odlaganja eksplodiraju iznad zemlje. Radijus fragmentacije je 20—30 m (66—98 ft). 
| Bomba             | Dužina          | Prečnik        | Raspon krila     | Težina          |
| RBK-500U AO-2,5RT | 2,49 m (8,2 ft) | 450 mm (18 in) | 570 mm (1,87 ft) | 325 kg (717 lb) |

### RBK-500U OFAB-50UD
Ova verzija je napunjena sa 10 malih bombica OFAB-50UD. Mala bomba je teška oko 45 kg (99 lb) i detonira kada udari u površinu zemlje. Mala bomba može da probije 200 mm armiranog betona, a košuljica za fragmentaciju je efikasna na udaljenosti od 30—60 m (98—197 ft) 
| Bomba              | Dužina          | Prečnik        | Raspon krila     | Težina            |
| RBK-500U OFAB-50UD | 2,49 m (8,2 ft) | 450 mm (18 in) | 570 mm (1,87 ft) | 520 kg (1.150 lb) |

### RBK-500U BetAB-M
Ova verzija je napunjena sa 12 malih bombi BetAB-M. Ove male bombe se koriste za napad na piste. BetAB-M je mala bomba duga 66 cm (2,17 ft), prečnika 78—140 mm (3,1—5,5 in) i teška 25 kg (55 lb). Nakon izbacivanja iz kontejnera, BetAB-M male bombe se stabilizuju pomoću padobrana i vrh bombe se naginje prema površini zemlje. Tada se čvrsti raketni motor pali u zadnjem delu bombe i ubrzava malu bombu. Zbog velike kinetičke energije, mala bomba može da prodre u armirani beton. Mala bomba detonira sa vremenskim zakašnjenjem ispod piste, stvarajući kratere od eksplozije. 
| Bomba            | Dužina          | Prečnik        | Raspon krila     | Težina            |
| RBK-500U BetAB-M | 2,49 m (8,2 ft) | 450 mm (18 in) | 570 mm (1,87 ft) | 480 kg (1.060 lb) |

### RBK-500U SPBE-D
Ova verzija je napunjena sa 15 SPBE-D inteligentne) podmunicije za samonavođenje. Od toga je 14 borbena podmunicija i jedna komandna podmunicija. Ova jedna koordinira sa ostalih 14 tako da oni više puta ne napadaju iste ciljeve, nego svaka ima svoj cilj. Podmunicija ima cilindričnu geometriju trupa dužine 290 cm (9,5 ft), prečnika 270 mm (11 in) i težine oko 15 kg (33 lb). Nakon izbacivanja iz kontejnera kasetne bombe, rakete SPBE-D se stabilizuju i rotiraju pomoću stabilizacijskih površina i padobrana. Tokom pada vrši se infracrvena pretraga - Senzoniranje terena ispod njih kružnim pokretima za emisiju toplote iz motora vozila. Senzor radi sa talasnom dužinom od 3-5 µm i 8-14 µm. Ako se pronađe meta, aktivira se i u najboljem slučaju pogađa motor i uništava ga. Punjenje koje stvara projektil može probiti 70–120 mm oklopnog čelika. 
| Bomba           | Dužina          | Prečnik        | Raspon krila     | Težina            |
| RBK-500U SPBE-D | 2,49 m (8,2 ft) | 450 mm (18 in) | 570 mm (1,87 ft) | 500 kg (1.100 lb) |

### RBK-500U SPBE-K
RBK-500U SPBE-K je popularno nazvana "bušilica" je jedna od najnovijih verzija iz porodice bombi RBK-500 i ona je napunjena sa 15 SPBE-K (inteligentne) podmunicije za samonavođenje. Od toga je 14 borbena podmunicija i jedna komandna podmunicija. Ova jedna koordinira sa ostalih 14 tako da oni više puta ne napadaju iste ciljeve, nego svaka ima svoj cilj. Podmunicija ima cilindričnu geometriju trupa i teška je 17,3 kg (38 lb). Nakon izbacivanja iz kontejnera kasetne bombe, podmunicija SPBE-K se stabilizuje i rotira pomoću stabilizacijskih površina i padobrana. Tokom pada radar Ku - opsega i infracrvena pretraga - Kružno skenira teren i traži mete. Radar meri razlike u visini terena, kao što je slučaj sa prisustvom vozila. Istovremeno, infracrveni detektor detektuje toplotu koju emituju motori vozila. Ako je meta pronađena, podmunicija zapaljuje punjenje koje aktivira projektil. Ovo može da probije 70-120 mm oklopnog čelika. 
PBK-500U "bušilica" prvi put je prikazana u decembru 2015. godine kao prototip modela i tada je javnost prvi put bila upoznata sa ovom bombom, dok je prvo testiranje izvršeno je početkom 2016. godine, a prema planu i programu, bomba je trebalo da uđe u operativnu upotrebu tokom 2020.godine.
Bombu karakterišu mogućnosti puštanja sa aviona sa velike daljine čak i do nekoliko desetinama kilometara daleko od cilja, recimo ako je to domet od 30km, to znači da se zaobilazi kompletan set PVO sistema trupnih jedinica, svih PVO sistema kratkog dometa i pojedine sistem srednjeg dometa. Recimo, Pancir-S1, Tor-M2, Strela, Osa i svi slični sistemi kratkog dometa ne mogu da imaju gađaju avion koji baci ovu bombu sa te daljine, dakle osim kratkih i pojedini sistemi kao što su Neva "S-125" 15-22km, Kub "2k12" kome je domet oko 22-24km, Buk-M2E (izvozni) 20-25km. Takođe, nakon ispuštanja bombe, avion se okreće i nema više nikakvu povezanost sa bombom, a unutar bombe eksplozivni elementi po "tajnovitom" sistemu biraju prioritetne mete ili u prevodu "biraju oklopne mete".
| Bomba           | Dužina          | Prečnik        | Raspon krila     | Težina          |
| RBK-500U SPBE-K | 2,49 m (8,2 ft) | 450 mm (18 in) | 570 mm (1,87 ft) | 450 kg (990 lb) |

## Korišćenje RBK-500 u konfliktima
1979-1989: - RBK-500 je prvi put upotrebljena u nekom ratu tokom sovjetske intervencije u Avganistanu.
1980-1988: - Takođe je ova kasetna upotrebljena u Prvom zalivskom ratu, to jest preciznije Iračko-Iranskom ratu.
1989-2001: - U Avganistanu su bila tri građanska rata i to: 1989-1992, zatim 1992-1996 i 1996-2001 i u sva ta tri rata su povremeno korišćene ove kasetne.
1990-1995: - Upotrebljena je tokom jugoslovenskih ratova.
1993-2009: - U građanskom ratu na Šri Lanki su takođe upotrbljavane ove kasetne bombe.
1994-1996: - RBK-500 je korišćen i u Prvom čečenskom ratu.
1999-2000: - Takođe i u drugom čečenskom ratu su korišćenje ove kasetne bombe.
2011-2019: - U građanskom ratu u Libiji su u više navrata korišćene ove kasetne bombe.
2012-2019: - I u građanskom ratu u Siriji su korišćenje ove kasetne bombe.
2022-2023...: Na samom početku ruske specijalne operacije u Ukrajini su korišćene ove kasetne.
Ova kasetna bomba RBK-500 se prodavala širom sveta tako da je ogroman deo tih kasetnih završio na afričkom kontinentu gde su u većini sukoba korišćene te kasetne bombe. 

## Avioni koji su sposobni da nose RBK-250
- Jakovljev Jak-130 (NATO-Codename: Mitten)
- Mikojan-Gurevič MiG-23 (Flogger)
- Mikojan-Gurevič MiG-27 (Flogger-D)
- Mikojan-Gurevič MiG-35 (Fulcrum-F)
- Soko J-22 Orao
- Suchoi Su-22 (Fitter)
- Suhoj Su-24 (Fencer)
- Suhoj Su-25 (Frogfoot)
- Suhoj Su-30 (Flanker-C)
- Suhoj Su-34 (Fullback)
- Suhoj Su-35 (Flanker-E)
- Tupoljev Tu-22M (Backfire)
- Tupoljev Tu-160 (Blackjack)
- Mil Mi-8 (Hip)
- Mil Mi-24 (Hind)
- Kamov Ka-52 Alligator (Hokum-B)

## Literatura
- Duncan Lennox: Jane’s Air launched Weapon, Edition 1998. Jane’s Information Group. 1998.  978-0-7106-3108-4.
- Jefim Gordon (2004). Soviet/Russian Aircraft Weapons since World War Two. Midland Publishing. ISBN 978-1-85780-188-0.
- Nikolai Spasskiy: Russia’s Arms and Technologies. The XXI Century Encyclopedia. Vol. 12 - Ordnance and Munitions. Russland. 2006.  978-5937990235.
- Ove Dullum: Cluster weapons – military utility and alternatives. Forsvarets forskningsinstitutt / Norwegian Defence Research Establishment (FFI), 2008.
- SPRE Basalt: Unguided Air Bombs. Offizieller Produktkatalog der Federal State Unitary Enterprise Basalt, Moskau, Russland, 2008.

## Spoljašnje veze
- RBK-500 bei Airwar.ru
- "That's Not a Cluster Bomb" - The Differences Between OFAB 250-270s and RBK-500s RBK-250 & RBK-500 bei bellingcat.com (englisch)
- КАССЕТНЫЕ БОМБЫ (russisch)